# Ökölvívás az 1960. évi nyári olimpiai játékokon
Az ökölvívás az 1960. évi nyári olimpiai játékokon tíz súlycsoportban zajlott. A szabályok értelmében a harmadik helyért nem kellett megmérkőzniük a versenyzőknek, mindkét elődöntő vesztese bronzérmet kapott. A legtechnikásabb ökölvívónak kiosztott Val Barker-díjat az olasz Nino Benvenuti kapta.

## Éremtáblázat
(Magyarország és a rendező ország csapata eltérő háttérszínnel, az egyes számoszlopok legmagasabb értéke illetve értékei vastagítással kiemelve.)
| Az 1960. évi nyári olimpiai játékok éremtáblázata ökölvívásban | Az 1960. évi nyári olimpiai játékok éremtáblázata ökölvívásban | Az 1960. évi nyári olimpiai játékok éremtáblázata ökölvívásban | Az 1960. évi nyári olimpiai játékok éremtáblázata ökölvívásban | Az 1960. évi nyári olimpiai játékok éremtáblázata ökölvívásban | Olimpia  |
| -------------------------------------------------------------- | -------------------------------------------------------------- | -------------------------------------------------------------- | -------------------------------------------------------------- | -------------------------------------------------------------- | -------- |
|                                                                | Ország                                                         | Arany                                                          | Ezüst                                                          | Bronz                                                          | Összesen |
| 1.                                                             | Olaszország (ITA)                                              | 3                                                              | 3                                                              | 1                                                              | 7        |
| 2.                                                             | Egyesült Államok (USA)                                         | 3                                                              | 0                                                              | 1                                                              | 4        |
| 3.                                                             | Lengyelország (POL)                                            | 1                                                              | 3                                                              | 3                                                              | 7        |
| 4.                                                             | Szovjetunió (URS)                                              | 1                                                              | 2                                                              | 2                                                              | 5        |
| 5.                                                             | Csehszlovákia (TCH)                                            | 1                                                              | 0                                                              | 1                                                              | 2        |
| 6.                                                             | Magyarország (HUN)                                             | 1                                                              | 0                                                              | 0                                                              | 1        |
|                                                                |                                                                |                                                                |                                                                |                                                                |          |
| 7.                                                             | Dél-afrikai Unió (RSA)                                         | 0                                                              | 1                                                              | 1                                                              | 2        |
| 8.                                                             | Ghána (GHA)                                                    | 0                                                              | 1                                                              | 0                                                              | 1        |
|                                                                |                                                                |                                                                |                                                                |                                                                |          |
| 9.                                                             | Nagy-Britannia (GBR)                                           | 0                                                              | 0                                                              | 3                                                              | 3        |
| 10.                                                            | Ausztrália (AUS)                                               | 0                                                              | 0                                                              | 2                                                              | 2        |
| 11.                                                            | Argentína (ARG)                                                | 0                                                              | 0                                                              | 1                                                              | 1        |
| 11.                                                            | Egyesült Arab Köztársaság (RAU)                                | 0                                                              | 0                                                              | 1                                                              | 1        |
| 11.                                                            | Finnország (FIN)                                               | 0                                                              | 0                                                              | 1                                                              | 1        |
| 11.                                                            | Japán (JPN)                                                    | 0                                                              | 0                                                              | 1                                                              | 1        |
| 11.                                                            | Egyesült Német Csapat (EUA)                                    | 0                                                              | 0                                                              | 1                                                              | 1        |
| 11.                                                            | Románia (ROU)                                                  | 0                                                              | 0                                                              | 1                                                              | 1        |
|                                                                |                                                                |                                                                |                                                                |                                                                |          |
| Összesen                                                       | Összesen                                                       | 10                                                             | 10                                                             | 20                                                             | 40       |

## Érmesek
| Az 1960. évi nyári olimpiai játékok érmesei ökölvívásban |                                          |                                              |                                                         |
| Versenyszám                                              | Arany                                    | Ezüst                                        | Bronz                                                   |
| Nehézsúly                                                | Franco De Piccoli · Olaszország (ITA)    | Daniel Bekker · Dél-afrikai Unió (RSA)       | Günter Siegmund · Egyesült Német Csapat (EUA)           |
| Nehézsúly                                                | Franco De Piccoli · Olaszország (ITA)    | Daniel Bekker · Dél-afrikai Unió (RSA)       | Josef Němec · Csehszlovákia (TCH)                       |
| Félnehézsúly                                             | Cassius Clay · Egyesült Államok (USA)    | Zbigniew Pietrzykowski · Lengyelország (POL) | Tony Madigan · Ausztrália (AUS)                         |
| Félnehézsúly                                             | Cassius Clay · Egyesült Államok (USA)    | Zbigniew Pietrzykowski · Lengyelország (POL) | Giulio Saraudi · Olaszország (ITA)                      |
| Középsúly                                                | Edward Crook · Egyesült Államok (USA)    | Tadeusz Walasek · Lengyelország (POL)        | Ion Monea · Románia (ROU)                               |
| Középsúly                                                | Edward Crook · Egyesült Államok (USA)    | Tadeusz Walasek · Lengyelország (POL)        | Jevgenyij Feofanov · Szovjetunió (URS)                  |
| Nagyváltósúly                                            | Wilbert McClure · Egyesült Államok (USA) | Carmelo Bossi · Olaszország (ITA)            | Borisz Lagutyin · Szovjetunió (URS)                     |
| Nagyváltósúly                                            | Wilbert McClure · Egyesült Államok (USA) | Carmelo Bossi · Olaszország (ITA)            | William Fisher · Nagy-Britannia (GBR)                   |
| Váltósúly                                                | Nino Benvenuti · Olaszország (ITA)       | Jurij Radonyak · Szovjetunió (URS)           | Leszek Drogosz · Lengyelország (POL)                    |
| Váltósúly                                                | Nino Benvenuti · Olaszország (ITA)       | Jurij Radonyak · Szovjetunió (URS)           | James Lloyd · Nagy-Britannia (GBR)                      |
| Kisváltósúly                                             | Bohumil Němeček · Csehszlovákia (TCH)    | Clement Quartey · Ghána (GHA)                | Quincy Daniels · Egyesült Államok (USA)                 |
| Kisváltósúly                                             | Bohumil Němeček · Csehszlovákia (TCH)    | Clement Quartey · Ghána (GHA)                | Marian Kasprzyk · Lengyelország (POL)                   |
| Könnyűsúly                                               | Kazimierz Paździor · Lengyelország (POL) | Sandro Lopopolo · Olaszország (ITA)          | Richard McTaggart · Nagy-Britannia (GBR)                |
| Könnyűsúly                                               | Kazimierz Paździor · Lengyelország (POL) | Sandro Lopopolo · Olaszország (ITA)          | Abel Laudonio · Argentína (ARG)                         |
| Pehelysúly                                               | Francesco Musso · Olaszország (ITA)      | Jerzy Adamski · Lengyelország (POL)          | William Meyers · Dél-afrikai Unió (RSA)                 |
| Pehelysúly                                               | Francesco Musso · Olaszország (ITA)      | Jerzy Adamski · Lengyelország (POL)          | Jorma Limmonen · Finnország (FIN)                       |
| Harmatsúly                                               | Oleg Grigorjev · Szovjetunió (URS)       | Primo Zamparini · Olaszország (ITA)          | Brunon Bendig · Lengyelország (POL)                     |
| Harmatsúly                                               | Oleg Grigorjev · Szovjetunió (URS)       | Primo Zamparini · Olaszország (ITA)          | Oliver Taylor · Ausztrália (AUS)                        |
| Légsúly                                                  | Török Gyula · Magyarország (HUN)         | Szergej Szivko · Szovjetunió (URS)           | Tanabe Kijosi · Japán (JPN)                             |
| Légsúly                                                  | Török Gyula · Magyarország (HUN)         | Szergej Szivko · Szovjetunió (URS)           | Abdel Moneim El-Gindy · Egyesült Arab Köztársaság (RAU) |